# Логвін Станіслав Володимирович
Станісла́в Володи́мирович Ло́гвін (нар. 21 липня 1984 - пом. 1 липня 2014) — майор міліції України.

## Життєпис
Народився 21 липня 1984 року в Донецьку. Дитинство та шкільні роки провів у Донецьку. 
Здобув вищу освіту в Донецькому інституті внутрішніх справ (факультет ДАІ), який закінчив у 2005 році. З 2005 року по 2008 рік проходив слубжу слідчим та старшим слідчим Гірницького РВ в місті Макіївці, після чого обіймав посади у підпозділах БЕП УМВС України в Донецькій області. З 2013 року служив на посаді оперуповноваженого УБОЗ УМВС України в Донецькій області (спецпідрозділ Сокіл). 
З 2014 року періодично виконував обов'язки водія-охоронця тодішнього начальника УМВС Пожидаєва Констянтина Миколайовича. Приблизно в 2010—2012 році одружився, створив родину, став батьком.
Оперуповноважений УБОЗ ГУ МВС у Донецькій області, спецпідрозділ «Сокіл».
Загинув 1 липня 2014 року, отримавши кульові поранення, несумісні із життям, під час захисту будівлі Донецького обласного УМВС від штурму бандитами горлівського угрупування Безлера та Боцмана.
Похований 3 липня 2014 року в Донецьку на Щегловському цвинтарі.
Без Станіслава лишилися дружина і донька.

## Нагороди
15 липня 2014 року — за особисту мужність і героїзм, виявлені у захисті державного суверенітету та територіальної цілісності України, вірність військовій присязі під час російсько-української війни, відзначений — нагороджений орденом Данила Галицького (посмертно).